# Lista botaniștilor după abrevierea de autor (H)
Aceasta este o listă incompletă de botaniști după abrevierile lor de autor, care sunt destinate citării denumirilor științifice sau a lucrărilor pe care le-au publicat. Această listă este întocmită după Authors of Plant Names⁠(en)[traduceți] de Brummitt & Powell (1992). Utilizarea acelei liste este recomandată prin Nota 1 Rec. 46A din International Code of Nomenclature for algae, fungi, and plants. Lista este actualizată online la The International Plant Names Index și Index Fungorum.
De notat că în unele cazuri abrevierea de autor constă dintr-un nume de familie complet, iar în alte cazuri numele este abreviat sau/și însoțit de una sau mai multe inițiale. Nu se pun spații între inițiale și nume (sau abrevierea sa).

#### Ordinea intrărilor
Lista de aici este menținută strict în ordinea alfabetică a abrevierilor; astfel "A.B.Jacks." apare la litera "A" și nu la "J", și este situat astfel ca și cum caracterele ar fi fost "ABJACKS". Capitalizarea este ignorată, la fel ca și toate caracterele non-alfabetice ca puncte și spații. Semenele diacritice de asemenea sunt ignorate, astfel încât, de exemplu, "ü" este tratat ca și cum ar fi "u".

#### Navigare
Din cauza lungimii sale, lista este despărțită în mai multe pagini separate. Toate secțiunile alfabetice pot fi accesate din cuprins.

## A–G
| Liste: | A | B | C | D | E F | G | H | I J | K L | M | N O | P | Q R | S | T U V | W X Y Z |

Pentru a găsi intrări ce încep cu A–G, folosiți cuprinsul de mai sus.

## H
| Liste: Sus | A | B | C | D | E F | G | H | I J | K L | M | N O | P | Q R | S | T U V | W X Y Z |

- Ha – Thi Dung Ha (fl. 1970)
- Haage – Friedrich Adolph Haage (1796–1866)
- H.A.Baker – Hugh Arthur Baker (1896–1976)
- Hablitz – Carl Ludwig von Hablitz (sau Karl Ivanovich Gablits) (1752–1821)
- Hack. – Eduard Hackel (1850–1926)
- Hacq. – Belsazar Hacquet (1739–1815)
- Haeckel – Ernst Haeckel (1834–1919)
- Haenke – Thaddäus Haenke (1761–1817)
- Häkkinen – Markku Häkkinen (n. 1946)
- Halácsy – Eugen von Halácsy (1842–1913)
- Haller – Albrecht von Haller (1708–1777)
- Haller f. – Albrecht von Haller (fiul celui de mai sus) (1758–1823)
- Hallier – Ernst Hans Hallier (1831–1904)
- Hallier f. – Johannes Gottfried Hallier (1868–1932)
- Ham. – William Hamilton (1783–1856)
- Hamel – Gontran Georges Henri Hamel (1883–1944)
- H.A.Mill. – Harvey Alfred Miller (n. 1928)
- Hampe – Georg Ernst Ludwig Hampe (1795–1880)
- Hance – Henry Fletcher Hance (1827–1886)
- Hancock – Thomas Hancock (1783–1849)
- Hand.-Mazz. – Heinrich Raphael Eduard Handel-Mazzetti (1882–1940)
- Hanelt – Peter Hanelt (n. 1930)
- Hanes – Clarence Robert Hanes (1876–1956)
- Hanry – Hippolyte Hanry (1807–1893)
- Hanst. – Johannes Ludwig Emil Robert von Hanstein (1822–1880)
- Har. – Paul Auguste Hariot (1854–1917)
- Hara – Kanesuke Hara (1885–1962)
- Harb. – Thomas Grant Harbison (1862–1936)
- Hard – Miron Elisha Hard (1849–1914)
- Hardin – James Walker Hardin (n. 1929)
- Harkn. – Harvey Willson Harkness (scris și Wilson) (1821–1901)
- Harling – Gunnar Wilhelm Harling (1920–2010)
- Harms – Hermann Harms (1870–1942)
- Hart – Henry Chicester Hart (1847–1908)
- Hartig – Theodor Hartig (1805–1880)
- Harting – Pieter Harting (1812–1885)
- Hartinger – Anton Hartinger (1806–1890)
- Hartland – William Baylor Hartland (1836–1912)
- Hartm. – Carl Johan Hartman (1790–1849)
- Hartw. – Karl Theodor Hartweg (1812–1871)
- Hartwig – August Karl Julius Hartwig (1823–1913)
- Harv. – William Henry Harvey (1811–1866)
- Harvill – Alton McCaleb Harvill, Jr (1916–2008)[5]
- Harz – Carl Otto Harz (1842–1906)
- Hass – Hagen Hass (fl. 1993)
- Hassall – Arthur Hill Hassall (1817–1894)
- Hässel – Gabriela Gustava Hässel de Menéndez (1927–2009)
- Hasselq. – Fredric Hasselquist (1722–1752)
- Hasselt – Johan Coenraad van Hasselt (1797–1823)
- Hassk. – Justus Carl Hasskarl (1811–1894)
- Hassl. – Emil Hassler (1864–1937)
- Hatus. – Sumihiko Hatusima (1906–2008)
- Haufler – Christopher H. Haufler (n. 1950)
- Haught. – Samuel Haughton (1821–1897)
- Hauke – Richard L. Hauke (1930–2001)
- Hauman – Lucien Leon Hauman (1880–1965)
- Hauser – Margit Luise Hauser
- Hausskn. – Heinrich Carl Haussknecht (1838–1903)
- Hav. – Johan Jonson Havaas (1864–1956)
- Havard – Valéry Havard (1846–1927)
- Havil. – George Darby Haviland (1857–1901)
- Haw. – Adrian Hardy Haworth (1768–1833)
- Hayata – Bunzō Hayata (1874–1934)
- Hayek – August von Hayek (1871–1928)
- Haynald – Cardinal Stephan Franz Lajos (Ludwig) Haynald (1816–1891)
- Hayne – Friedrich Gottlob Hayne (1763–1832)
- Haynes – Caroline Coventry Haynes (1858–1951)
- Hazsl. – Friedrich August Hazslinszky von Hazslin (1818–1896)
- H.Baumann – Helmut Baumann (n. 1937)
- H.Blossf. – Harry Blossfeld (1913–1986)
- H.B.Matthews – Henry Bleneowe Matthews (1861–1934)
- H.Bock – Hieronymus Bock (1498–1554)
- H.Bruggen – Heinrich Wilhelm Eduard (Harry) van Bruggen (1927–2010)
- H.B.Ward – Henry Baldwin Ward (1865–1945)
- H.C.Beardslee – Henry Curtis Beardslee, Sr. (1807–1884) (tatăl lui Henry Curtis Beardslee, Jr. (1865–1948, abrev. Beardslee))
- H.C.Bold – Harold Charles Bold (1909–1987)
- H.D.Clarke – Hugh David Clarke (n. 1962)
- H.Deane – Henry Deane (1847–1924)
- H.De Orléans – Prince Henri of Orléans (1877–1904)
- H.Dietr. – Helga Dietrich (n. 1940)
- H.Durand – Hélène Durand (1883–1934)
- H.D.Wilson – Hugh Wilson (n. 1945)
- H.E.Ahles – Harry E. Ahles (1924–1981)
- H.E.Bigelow – Howard E. Bigelow (1923–1987)
- Hedberg – Karl Olov Hedberg (1923–2007)
- Hedge – Ian Charleson Hedge (n. 1928)
- Hedrick – Ulysses Prentiss Hedrick (1870–1951)
- Hedw. – Johann (Johannes, Joannis) Hedwig (1730–1799)
- Heer – Oswald von Heer (1809–1883)
- Hegelm. – Christoph Friedrich Hegelmaier (1833–1906)
- Hegetschw. – Johannes Jacob Hegetschweiler (1789–1839)
- Heim – Georg Christoph Heim (1743–1807)
- Heimerl – Anton Heimerl (1857–1942)
- Heine – Hermann Heino Heine (1922–1996)
- Heinr. – Emil Johann Lambert Heinricher (1856–1934)
- Heist. – Lorenz Heister (1683–1758)
- H.E.K.Hartmann – Heidrun Hartmann (n. 1942)
- Hekking – William Henri Alphonse Maria Hekking (1930–1996)
- Heldr. – Theodor Heinrich Hermann von Heldreich (1822–1902)
- Hell. – Carl Niclas Hellenius (1745–1820)
- Hellq. – Carl Barre Hellquist (n. 1940)
- Helms – Richard Helms (1842–1914)
- Helwing – George Andreas (Jerzy Andrzej) Helwing (1666–1748)
- H.E.Moore – Harold Emery Moore (1917–1980)
- Hemprich – Wilhelm Hemprich (1796–1825)
- Hemsl. – William Botting Hemsley (1843–1924)
- Hend. – Edward George Henderson (1782–1876)
- Hendel – Johann Christian Hendel (1742–1823)
- Hendrych – Radovan Hendrych (1926–2004)
- Henfr. – Arthur Henfrey (1819–1859)
- Henn. – Paul Christoph Hennings (1841–1908)
- Henrard – Johannes Theodoor Henrard (1881–1974)
- Henriq – Julio Augusto Henriques (1838–1928)
- Henry H.Johnst. – Henry Halcro Johnston (1856–1939)
- Hensen – Victor Hensen (1835–1924)
- Hensl. – John Stevens Henslow (1796–1861)
- Henssen – Aino Marjatta Henssen (1925–2011)
- H.E.Petersen – Henning Eiler (Ejler) Petersen (1877–1946)
- Hepper – Frank Nigel Hepper (1929–2013)
- Hepting – George Henry Hepting (1907–1988)
- Herb. – William Herbert (1778–1847)
- Herder – Ferdinand Gottfried Theobald Herder (1828–1896)
- Hérincq – François Hérincq (1820–1891)
- Hering – Constantine (Constantijn) J. Hering (1800–1880)
- Herklots – Geoffrey Alton Craig Herklots (1902–1986)
- Herrm. – Johann Herrmann (1738– 1800)
- Herter – Wilhelm(Guillermo) Gustav(o) Franz(Francis) Herter (1884–1958)
- Herv. – Alpheus Baker Hervey (1839–1931)
- Herzog – Theodor Carl Julius Herzog (1880–1961)
- Hesl.-Harr. – John William Heslop-Harrison (1881–1967)
- Hesl.-Harr.f. – Jack Heslop-Harrison (1920–1998)
- Hess – Johann Jakob Hess (1844–1883)
- Hesse – Hermann Albrecht Hesse (1852–1937)
- Hett. – Wilbert Hetterscheid (n. 1957)
- H.E.White – Harold Everett White (n. 1899)
- Hewson – Helen Joan Hewson (1938–2007)
- Heybroek – Hans M. Heybroek (n. 1927)
- Heynh. – Gustav Heynhold (1800–1860)
- Heywood – Vernon Hilton Heywood (n. 1927)
- H.F.Comber – Harold Frederick Comber (1897–1969)
- H.F.Copel. – Herbert Faulkner Copeland (1902–1968)
- H.Fisch. – Hugo Fischer (1865–1939)
- H.F.Loomis – H.F. Loomis (1896–1976)
- H.Friedrich – Heimo Friedrich (fl. 1974)
- H.G.Baker – Herbert George Baker (1920–2001)
- H.G.P.Duyfjes – Hendrik Gerard Pieter Duyfjes (1908–1943)
- H.Groves – Henry Groves (1855–1912)
- H.G.Sm. – Henry George Smith (1852–1924)
- H.Hara – Hiroshi Hara (1911–1986)
- H.H.Blom – Hans Haavardsholm Blom (n. 1955)
- H.H.Eaton – Hezekiah Hulbert Eaton (1809–1832)
- H.H.Hume – Hardrada Harold Hume (1875–1965)
- H.H.Johnst. – Henry "Harry" Hamilton Johnston (1858–1927)
- H.H.Lin – Hong Hui Lin (fl. 2007)
- H.Hoffm. – Heinrich Karl Hermann Hoffmann (1819–1891)
- H.Huber – Herbert Franz Josef Huber (1931–2005)
- H.H.White – Henry Hoply White (1790–1876)
- Hiern – William Philip Hiern (1839–1925)
- Hieron. – Georg Hans Emmo Wolfgang Hieronymus (1846–1921)
- Hill – John Hill (1716–1775)
- Hillebr. – William (Wilhelm) Hillebrand (1821–1886)
- Hillh. – William Hillhouse (1850–1910)
- Hilliard – Olive Mary Hilliard (n. 1925)
- H.Iltis – Hugo Iltis (1882–1952)
- Hinds – Richard Brinsley Hinds (1811–1846)[6][7]
- Hirn – Karl Engelbrecht Hirn (1872–1907)
- Hising. – Wilhelm Hisinger (1766–1852)
- Hitchc. – Albert Spear Hitchcock (1865–1935)
- H.Jacobsen – Hermann Johannes Heinrich Jacobsen (1898–1978)
- H.Jaeger – Hermann Jäger (1815–1890)
- H.J.Atkins – Hannah Jane Atkins (n. 1971)
- H.J.Carter – Herbert James Carter (1858–1940)
- H.J.Lam – Herman Johannes Lam (1892–1977)
- H.J.Veitch – Harry James Veitch (1840–1924)
- H.Karst. – Gustav Karl Wilhelm Hermann Karsten (1817–1908)
- H.K.A.Winkl. – Hans Karl Albert Winkler (1877–1945)
- H.Keng – Hsüan Keng (1923–2009)
- H.Kost. – Henry Koster (1793–1820)
- H.Koyama – Hiroshige Koyama (n. 1937)
- H.Kurz – Hermann Kurz (1886–1965)[8]
- H.K.Walter – Heinrich (Karl) Walter (1898–1989)
- Hladnik – Franz Hladnik (1773–1844)
- H.L.Blomq. – Hugo Leander Blomquist (1888–1964)
- H.Lév. – Augustin Abel Hector Léveillé (1863–1918)
- H.Limpr. – Hans Wolfgang Limpricht (1877–)
- H.Lindb. – Harald Lindberg (1871–1963)
- H.L.Jacobs – Homer L. Jacobs (1899–1981)
- H.L.Li – Hui Lin Li (1911–2002)
- H.Lorentz – Hendrik Anton Lorentz (1853–1928)
- H.Low – Hugh Low (1824–1905)
- H.L.Sm. – Hamilton Lanphere Smith (1819–1903)
- H.L.Späth – Hellmut Ludwig Späth (1885–1945)
- H.L.Wendl. – Heinrich Ludolph Wendland (1792–1869)
- H.Mann – Horace Mann Jr. (1844–1868)
- H.Mason – Herbert Louis Mason (1896–1994)
- H.M.Curran – Hugh McCullum Curran (1875–1920)
- H.M.Hall – Harvey Monroe Hall (1874–1932)
- H.Moseley – Henry Nottidge Moseley (1844–1891)
- H.Müll. – Heinrich Ludwig Hermann Müller (1829–1883)
- H.M.Ward – Harry Marshall Ward (1854–1906)
- H.N.Andrews – Henry Nathaniel Andrews (1910–2002)
- Hnatiuk – Roger James Hnatiuk (n. 1946)
- Hobson – Edward Hobson (1782–1830)
- Hoch – Peter C. Hoch (fl. 1992)
- Hochr. – Bénédict Pierre Georges Hochreutiner (1873–1959)
- Hochst. – Christian Ferdinand Friedrich Hochstetter (1787–1860)
- Hoefker – Heinrich Hoefker (1859–1945)
- Høeg – Ove Arbo Høeg (1898–1993)
- Hoehne – Frederico Carlos Hoehne (1882–1959)
- Hoevel – Otto Hövel (fl. 1970)
- Hoeven – Jan van der Hoeven (1801–1868)
- Hoffm. – Georg Franz Hoffmann (1760–1826)
- Hoffmanns. – Johann Centurius von Hoffmannsegg (1766–1849)
- Hoffstad – Olaf Alfred Hoffstad (1865–1943)
- H.O.Forbes – Henry Ogg Forbes (1851–1932)
- Hogg – Thomas Hogg (1777–1855)
- H.Ohashi – Hiroyoshi Ohashi (n. 1936)
- H.Ohba – Hideaki Ohba (n. 1943)
- Hohen. – Rudolph Friedrich Hohenacker (1798–1874)
- Höhn. – Franz Xaver Rudolf von Höhnel (1852–1920)
- Holland – John Henry Holland (1869–1950)
- Hollick – Charles Arthur Hollick (1857–1933)
- Holloway – John Ernest Holloway (1881–1945)
- Holmb. – Otto Rudolf Holmberg (1874–1930)
- Holmes – Edward Morell Holmes (1843–1930)
- Holmgren – Hjalmar Josef Holmgren (1822–1885)
- Holm-Niels. – Lauritz Broder Holm-Nielsen (n. 1946)
- Holmsk. – Johan Theodor Holmskjold (1731–1793)
- Holttum – Richard Eric Holttum (1895–1990)
- Holub – Josef Ludwig Holub (1930–1999)
- Hombr. – Jacques Bernard Hombron (1800–1852)
- Honck. – Gerhard August Honckeny (1724–1805)
- Honey – Edwin Earle Honey (1891–1956)
- Hoogland – Ruurd Dirk Hoogland (1922–1994)
- Hook. – William Jackson Hooker (1785–1865)
- Hook.f. – Joseph Dalton Hooker (1817–1911)
- Hopper – Stephen Hopper (n. 1951)
- Hoque  – Akramul Hoque (n. 1971)
- Horan. – Paul Fedorowitsch Horaninow (1796–1865)
- Horik. – Horikawa Yoshiwo (1902–1976)
- Horkel – Johann Horkel (1769–1846)
- Hormuz. - Constantin Nicolae de Hurmuzaki (1862-1937)
- Hornem. – Jens Wilken Hornemann (1770–1841)
- Hornsch. – Christian Friedrich Hornschuch (1793–1850)
- Horobin – John F. Horobin (fl. 1990)
- Horsf. – Thomas Horsfield (1773–1859)
- Hosaka – Edward Yataro Hosaka (1907–1961)
- H.Osborn – Henry Stafford Osborn (1823–1894)
- Hosseus – Carl Curt Hosseus (1878–1950)
- Host – Nicolaus Thomas Host (1761–1834)
- Hough – Romeyn Beck Hough (1857–1924)
- Houghton – Arthur Duvernoix Houghton (1870–1938)
- House – Homer Doliver House (1878–1949)
- Houst. – William Houstoun (1695–1733)
- Houtt. – Maarten Houttuyn (1720–1798)
- Houtz. – Gysbertus Houtzagers (1888–1957)
- Hovel. – Maurice Jean Alexandre Hovelacque (1858–1898)
- Howard – John Eliot Howard (1807–1883)
- Howe – Eliot Calvin Howe (1828–1899)
- Howell – Thomas Jefferson Howell (1842–1912)
- H.O.Yates – Harris Oliver Yates (n. 1934)
- H.P.Banks – Harlan Parker Banks (1913–1998)
- H.Pearson – Henry Harold Welch Pearson (1870–1916)
- H.Peng – Hua Peng (n. 1960)
- H.Perrier – Joseph Marie Henry Alfred Perrier de la Bâthie (1873–1958)
- H.Pfeiff. – Hans Heinrich Pfeiffer (n. 1890)
- H.P.Fuchs – Hans Peter Fuchs (1928–1999)
- H.Pottinger – Henry Pottinger (1789–1856)
- H.Prat – Henri Prat (1902–1981)[9]
- H.Rob. – Harold E. Robinson (n. 1932)
- H.Rock – Howard Francis Leonard Rock (1925–1964)
- H.Rosend. – Henrik Viktor Rosendahl (1855–1918)
- H.Schneid. – Harald Schneider (n. 1962)
- H.Schott – Heinrich Schott (1759–1819) (a nu se confunda cu botanistul Heinrich Wilhelm Schott (1794–1865))
- H.Sharsm. – Helen Katherine Sharsmith (1905–1982)
- H.Shaw – Henry Shaw (1800–1889)
- H.Sibth. – Humphry Waldo Sibthorp (1713–1797)
- H.S.Irwin – Howard Samuel Irwin (n. 1928)
- H.S.Kiu – Hua Shing Kiu (n. 1929)
- H.S.Lo – Hsien Shui Lo (n. 1927)
- H.Steedman – Henry Steedman (1866–1953)
- H.St.John – Harold St. John (1892–1991)
- Hu – Hsen Hsu Hu (1894–1968)
- Hua – Henri Hua (1861–1919)
- Huber – Jacques Huber (1867–1914)
- Huds. – William Hudson (1730–1793)
- Hue – Auguste-Marie Hue (1840–1917)
- Hueber – Francis Maurice Hueber (n. 1929)
- Hügel – Karl Alexander Anselm von Hügel (1794–1870)
- Hultén – Oskar Eric Gunnar Hultén (1894–1981)
- Humb. – Alexander von Humboldt (1769–1859)
- Humbert – Jean-Henri Humbert (1887–1967)
- Humblot – Léon Humblot (1852–1914)
- Hume – Allan Octavian Hume (1829–1912)
- Humphries – Christopher John Humphries (1947–2009)
- Hunt – George Edward Hunt (1841–1873)
- Hunter – Alexander Hunter (1729–1809)
- Hunz. – Armando Theodoro Hunziker (1919–2001)
- Hürl. – Hans Hürlimann (1921–2014)
- Hurus. – Isao Hurusawa (n. 1916)
- Hus – Henri Theodore Antoine de Leng Hus (n. 1876)
- Husn. – Pierre Tranquille Husnot (1840–1929)
- Husseinov – Sch. A. Husseinov (n. 1939)
- Hussenot – Louis Cincinnatus Sévérin Léon Hussenot (1809–1845)
- Husson – A. M. Husson (fl. 1952)
- Hust. – Friedrich Hustedt (1886–1968)
- Husz – Béla Husz (1892–1954)
- Hutch. – John Hutchinson (1884–1972)
- Huter – Rupert Huter (1834–1919)
- Huth – Ernst Huth (1845–1897)
- Hutton – William Hutton (1797–1860)
- Huxley – Anthony Julian Huxley (1920–1992)
- H.Vilm. – Charles Philippe Henry Lévêque de Vilmorin (1843–1899)
- H.V.Hansen – Hans Vilhelm Hansen (n. 1951)
- H.W.Clark – Howard Walton Clark (1870–1941)[10]
- H.Wendl. – Hermann Wendland (1825–1903)
- H.Whitehouse – Harold Leslie Keer Whitehouse (1917–2000)
- H.Whittier – Henry O. Whittier (n. 1937)
- H.W.Kurz – Holger Willibald Kurz (n. 1952)
- H.W.Li – Hsi Wen Li (n. 1931)
- H.W.Sarg. – Henry Winthrop Sargent (1810–1882)
- Hyl. – Nils Hylander (1904–1970)
- H.Y.Su – Ho Yi Su (n. 1937)

## I–Z
| Liste: Sus | A | B | C | D | E F | G | H | I J | K L | M | N O | P | Q R | S | T U V | W X Y Z |

Pentru a găsi intrări ce încep cu I–Z, folosiți cuprinsul de mai sus.